# Rue Dizengoff
La rue Dizengoff (hébreu: רחוב דיזנגוף) est une voie de Tel Aviv, en Israël.

## Description
La rue Dizengoff est une voie publique du centre de Tel Aviv. Elle débute au sud à l'intersection avec la rue Ibn Gabirol, et se termine au nord au port de Tel Aviv.
Elle est nommée en référence à Meïr Dizengoff, premier maire de Tel Aviv.

## Événements
Un attentat-suicide du Hamas fait 23 morts (en) le 19 octobre 1994. Une seconde attaque terroriste a lieu dans cette rue le 1er janvier 2016.